# Río Guantánamo
El río Guantánamo es un curso de agua del este de la isla de Cuba. Discurre por la provincia de Guantánamo.

## Descripción

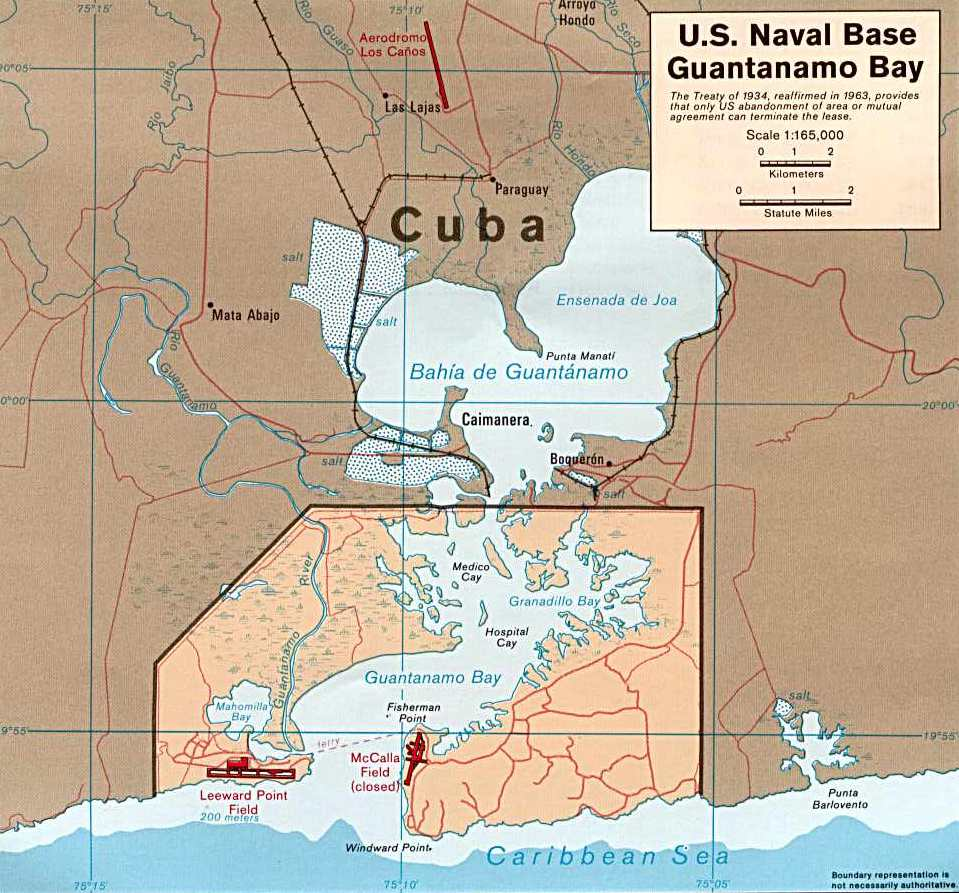
Mapa de la bahía de Guantánamo, con la base militar estadounidense, donde se puede ver el río Guantánamo y su desembocadura.

Fluye principalmente en dirección sureste y termina desembocando en el lado oeste de la bahía de Guantánamo. Entre sus afluentes por la izquierda se encuentra el río Tiguabos o de la Jaiba. Aparece descrito en el segundo tomo del Diccionario geográfico, estadístico, histórico, de la isla de Cuba de Jacobo de la Pezuela de la siguiente manera:

Guantánamo. (rio de) Caudalosa corriente que corre 25 leguas muy sinuosas. Nace en las faldas meridionales de las lomas de Miranda, con el nombre de Arroyo Grande de la Sabanilla, corre generalmente hácia el S. E. sin recibir el nombre de Guantánamo hasta que se le reune por la derecha el rio del Aguacate: baña en su curso las haciendas Corcobado, Cabañas, Guantánamo, Cunabacoa, el Rincon, San Andrés y otras, y desagua en la misma boca de la bahía de Guantánamo por la banda del O. Fertiliza algunas haciendas en su curso medio y recibe numerosos afluentes. Los de su derecha son: el rio del Aguacate que procede de una hacienda de su mismo nombre, baña las de Santo Domingo y faldea por el N. las lomas de los Ciegos, el arroyo de la Demajagua que baja de las mismas lomas, lame sus faldas por el S. y baña las haciendas Majagua y Cabañas; y el Iguanabana y el rio de la Maca procedente de la hacienda Maca-Arriba que baña tambien á la de Maca-Abajo. Por la ribera izquierda recibe el rio Guantánamo al de Tiguabos ó de la Jaiba y otras numerosas corrientes sin nombre especial. (VV. sus articulos). El Guantánamo es navegable solo en un espacio de una legua desde su desembocadura por la cual suben las goletas costeras. J. de Guantánamo.
(Pezuela, 1863, p. 512)